# 92-2012
Albums de Kery James
À mon public
(2010) Dernier MC
(2013)
92-2012 est le premier album acoustique du rappeur français Kery James, sorti le 2 avril 2012. 
Cet album est une compilation de morceaux depuis la période Ideal J. Lettre à la république est le seul inédit.

## Liste des pistes (CD)
| No  | Titre                             | Durée |
| --- | --------------------------------- | ----- |
| 1.  | Intro : la vie est brutale        | 1:41  |
| 2.  | 28 décembre 1977                  | 8:56  |
| 3.  | Le ghetto français                | 5:55  |
| 4.  | Pleure en silence                 | 4:03  |
| 5.  | En feu de détresse                | 5:29  |
| 6.  | Avec le cœur et la raison         | 5:56  |
| 7.  | Laisse nous croire ft Kayna Samet | 4:40  |
| 8.  | Un nuage de fumée                 | 4:56  |
| 9.  | J'ai mal au cœur                  | 6:38  |
| 10. | L'impasse ft Béné                 | 7:12  |
| 11. | Soledad ft Davy Sicard            | 5:13  |
| 12. | Banlieusards                      | 8:56  |
| 13. | Lettre à la république            | 4:17  |
| 14. | La honte ft Davy Sicard           |       |